# Druckschrift

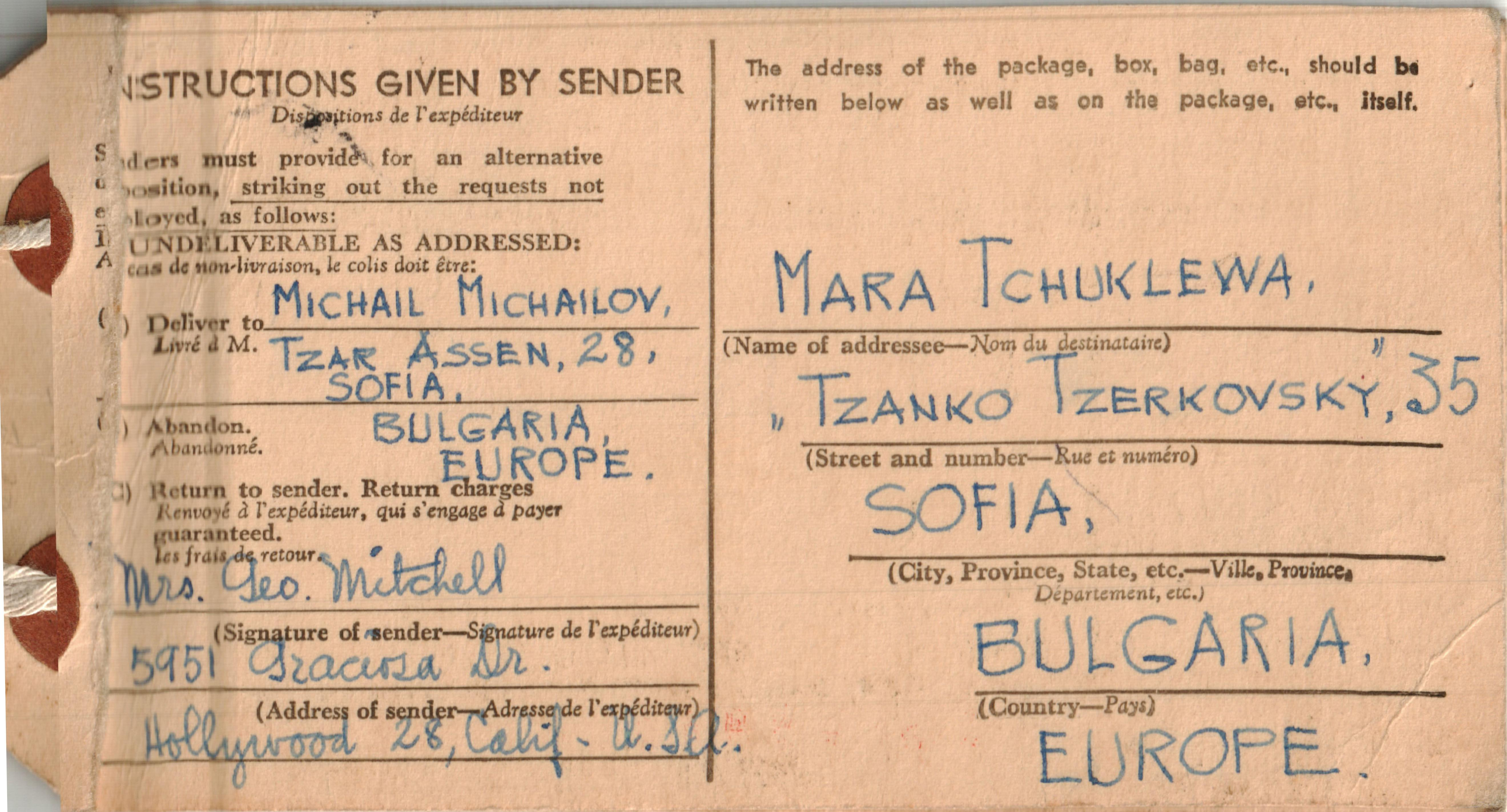
Beispiel von Blockschrift (mit Kapitälchen) auf einem Formular; links unten ist Schreibschrift

Von Hand geschriebene Schrift, die keine Schreibschrift mit verbundenen Buchstaben ist, wird als Druckschrift (in der Schweiz auch Steinschrift, englisch print) bezeichnet. Man spricht hier auch davon, dass in Druckbuchstaben geschrieben wird. Von einer Druckschrift in diesem Sinne spricht man nur bei Alphabetschriften, die auch eine Schreibschrift kennen, also etwa das lateinische, griechische und kyrillische Alphabet.
Wenn ausschließlich Großbuchstaben verwendet werden (Versalien), so wird die Druckschrift auch Blockschrift (englisch block letters) genannt. Bei Blockschrift können optional Kapitälchen verwendet werden.
Während im Bibliothekswesen der Begriff „Druckschrift“ tatsächlich Gedrucktes bezeichnet, wirkt der Begriff auf Handgeschriebenes bezogen sprachlich paradox. Er erklärt sich jedoch damit, dass die Schrift in der Unverbundenheit der Buchstaben der typischen gedruckten Schrift (etwa Antiqua) ähnelt.

## Merkmale

Schematischer Vergleich zwischen lateinischer Druckschrift und lateinischer Schreibschrift. Rechts zeigt der Wechsel der Farbe, wie oft das Schreibgerät neu angesetzt werden muss, während in Schreibschrift das ganze Wort „und“ in einem Zug geschrieben werden kann.

Druckschrift kann mit jedem Schreibgerät geschrieben werden und kann sich unterschiedlich eng an gedruckter Schrift orientieren. Ihr wichtigstes Merkmal ist, dass die Buchstaben eines Wortes stets unverbunden sind, es fehlen also jegliche Außenligaturen. Heutige Druckschrift orientiert sich in der Regel an den einfachen Formen einer serifenlosen Groteskschrift, manchmal auch an einer Kursivschrift. Die Buchstaben a und g sind fast immer „einstöckig“. Innenligaturen, die dem schnelleren Schreiben des einzelnen Buchstabens dienen, können vorhanden sein.
Druckschrift ist weniger schnell und flüssig zu schreiben als Schreibschrift, da das Schreibgerät öfter neu angesetzt werden muss. Sie ist dafür deutlich leserlicher als Schreibschrift.
Die mit Hilfe von Schablonen geschriebene Normschrift in technischen Zeichnungen ist im Sinne der Definition ebenfalls eine Druckschrift.

## Geschichte
Schon in der europäischen Antike gab es Kursiven für das Schreiben auf Wachstafeln, Papyrus oder Papier, die sich von der Schrift, wie sie etwa für Inschriften in Stein gemeißelt wurde, unterschied. Diese Gebrauchsschriften hatten „abgeschliffene“ Buchstabenformen, die sich schneller schreiben ließen, jedoch in der Regel keine stark verbundenen Buchstaben innerhalb eines Wortes. Während solcherart verbundene Kursiven in manchen Sprachräumen wie etwa im Arabischen schon wesentlich früher entstanden, sind sie in Europa vergleichsweise junge Erscheinungen. 
Als ab dem Jahr 1450 der Buchdruck aufkam und zum Massenphänomen wurde, verwendeten die Drucker für ihre Lettern die Formen der verschiedenen damals gebräuchlichen Handschriften. So wurde auch etwa die von Hand geschriebene humanistische Minuskel zur Vorlage für die Antiqua. Die Unverbundenheit der Buchstaben erleichtert sowohl die Arbeiten des Buchdrucks (wie Schriftschnitt und Satz) als auch das Lesen. Sie macht das problemlose Lesen sehr kleiner Schrift, wie es in der Typografie rasch üblich wurde, überhaupt erst möglich.
Zugleich mit der immer größeren Verbreitung gedruckter Schriftmedien entwickelte sich die Handschrift hin zur starken Nutzung von Innen- und Außenligaturen und damit zu einem Schriftbild, das der gedruckten Schrift immer weniger ähnelte. Schreibschrift ist generell schwerer zu lesen als Druckschrift. Dieser Nachteil wurde für ein schnelleres, flüssigeres Schreiben jedoch in Kauf genommen. Die Praxis, die Buchstaben eines Wortes abgesetzt zu schreiben, geriet jahrhundertelang außer Mode und kam erst im 20. Jahrhundert wieder stärker auf, vor allem in Ländern wie den USA. Seit Einführung der dortigen Zaner-Bloser-Methode wird Kindern für ein schnelleres Schreibenlernen zunächst Druckschrift und erst danach Schreibschrift gelehrt. In Deutschland folgt die Grundschrift einem ähnlichen, aber noch offeneren schriftdidaktischen Konzept, bei dem Schreibschrift überhaupt nicht mehr gelehrt wird.

## Verwendung
Beim handschriftlichen Ausfüllen von Formularen aller Art ist die Verwendung von Druckschrift bzw. Blockschrift für eine bessere Leserlichkeit erwünscht und wird teilweise auch ausdrücklich gefordert.
Druckschrift wird zum Erlernen des Alphabets und des Lesens (von gedrucktem Text) sowie des Erstschreibens im ersten Schuljahr verwendet. Traditionell folgt dem Erlernen der Druckschrift das Erlernen der Schreibschrift. Dies kann mittels einer vorgegebenen Zielschrift oder seit dem 20. Jahrhundert auch mittels einer formenmäßig vereinfachten Ausgangsschrift geschehen. Nach dem Erlernen der Schreibschrift werden Kinder traditionell in der Schule dazu angehalten, in Schreibschrift statt in Druckschrift zu schreiben. Beim Konzept der Grundschrift (in der Schweiz Basis-Schrift) dagegen sollen die Kinder auf Basis einer Druckschrift eine leserliche und flüssig geschriebene Schreibschrift individuell selbst entwickeln.

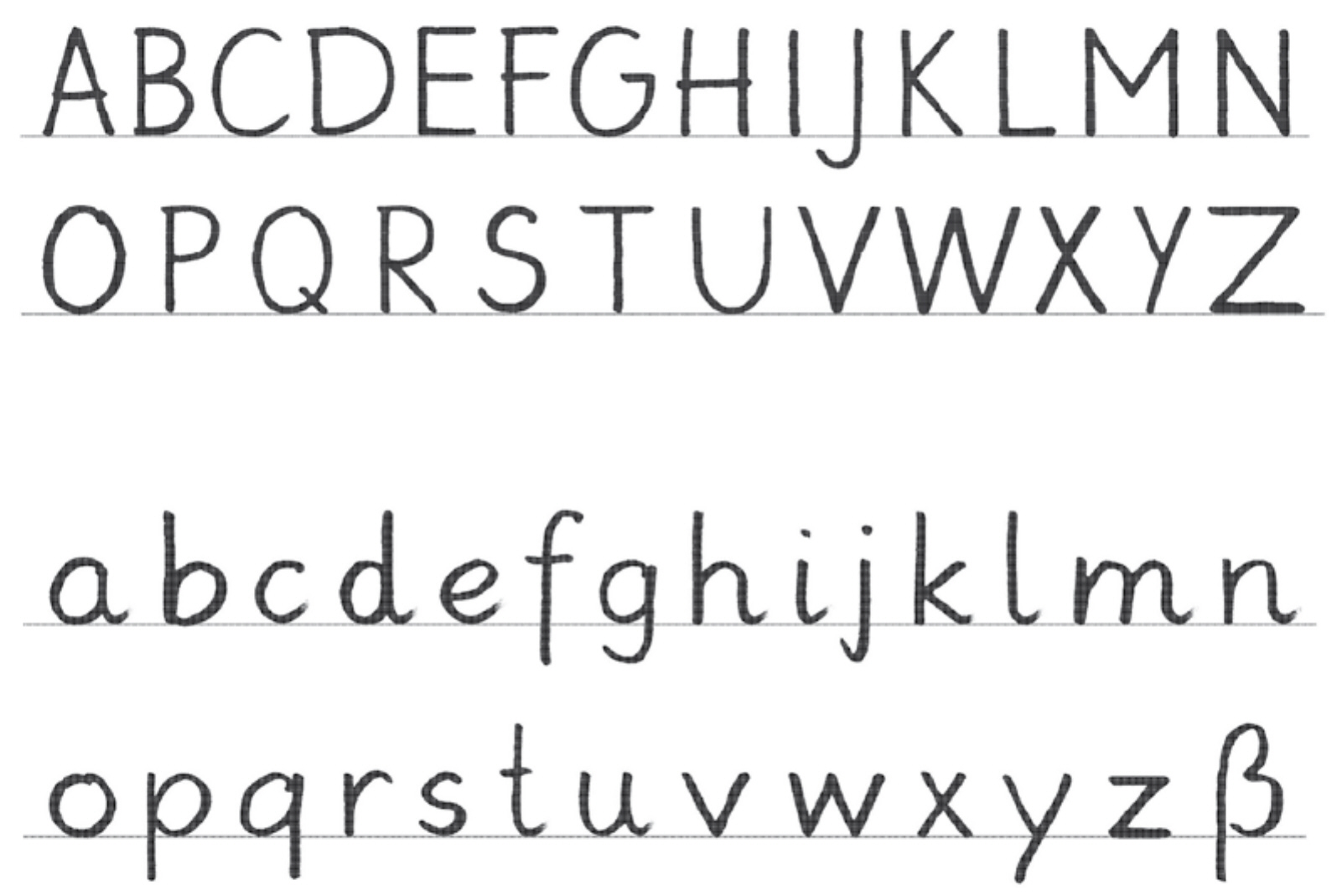
Mögliche Grundschrift als Ausgangsschrift in Hamburg ab 2011
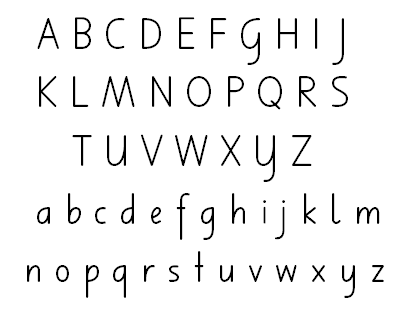
Alphabet der Deutschschweizer Basis-Schrift ab 2006
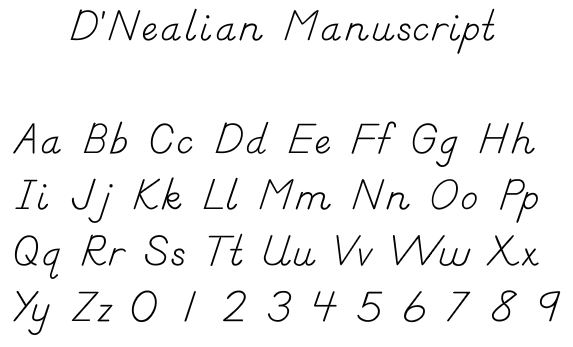
D’Nealian Manuscript

Die D’Nealian Manuscript ist eine in den USA verwendete Druckschrift-Ausgangsschrift. Sie soll durch verschiedene Eigenschaften die Transition von Druckschrift zur dazugehörigen Schreibschrift, der D’Nealian Cursive, erleichtern.